# Nancy Benoit
Nancy Elizabeth Benoit (anteriormente Daus y Sullivan, de soltera Toffoloni; Boston, Massachusetts, 17 de mayo de 1964-Fayetteville, Georgia, 22 de junio de 2007) fue una mánager de lucha libre profesional y modelo estadounidense. Es conocida por su nombre artístico como mánager, Woman. Trabajó para empresas de lucha libre profesional como Jim Crockett Promotions, Extreme Championship Wrestling (ECW) y World Championship Wrestling (WCW).
Durante el fin de semana que terminó el 24 de junio de 2007, ella y su hijo fueron asesinados por su esposo y padre de su hijo, el luchador Chris Benoit, quien se suicidó al día siguiente.

## Primeros años
Después de graduarse en el DeLand High School, Nancy consiguió un trabajo como telefonista en State Farm Insurance. Cuando George Napolitano necesitaba una chica guapa joven para la portada de la edición de junio de 1984 de la revista de pro-wrestling Wrestling All Stars, su compañero, el fotógrafo Bill Otten sugirió a Nancy Toffoloni Daus de 20 años para el papel, en aquel entonces, Nancy ya había trabajado como modelo. También había estado vendiendo programas en los shows de Orlando y apareció como Para en las antiguas películas, "Apartment Wrestling". Fue en este rodaje donde conoció a Kevin Sullivan, que finalmente quiso que ella fuera parte de su séquito de lucha libre. Después de que Kevin la convenciera durante varios meses, Nancy se convirtió finalmente en una valet en el aire, tomando el nombre de Fallen Angel.

## Carrera

### Inicios (1984-1989)
Hizo su debut el 7 de julio de 1984 en el Lakeland Civic Center en Lakeland, Florida, para la Championship Wrestling from Florida.
Se convirtió en un componente importante del Kayfabe de Kevin Sullivan, "Satanists", que también incluía a luchadores como Winona Littleheart, Luna Vachon, Mark Lewin y Oliver Humperdink. Nancy y Kevin Sullivan recorrieron todos los Estados Unidos utilizando el Kayfabe  "Satanist" para promociones como las de Angelo Savoldi en la ICW y Southwest Championship Wrestling. Los dos se casaron en 1985.

### World Championship Wrestling (1989-1990)
Su primera aparición en la WCW fue como una fan de Rick Steiner llamada Robin Green, llevando una camiseta de Steiner y unas grandes gafas. Se sentaba entre el público y podría interactuar con Steiner cada vez que aparecía. Con el tiempo se volvió en su contra, uniéndose a Kevin Sullivan y adoptando el nombre de Woman, convirtiéndose en la mánager de Doom (Butch Reed y Ron Simmons). Después de dejar Doom, se alió con Ric Flair y The Four Horsemen.

### Eastern/Extreme Championship Wrestling (1993-1996)
En 1993, Kevin y Nancy salieron al estrellato en la recién creada ECW, en donde fue la mánager de Sullivan y Tazz para los ECW Tag Team Championship. Cuando Kevin volvió a la WCW, Nancy permaneció en la ECW, pasando a ser mánager de Sandman y 2 Cold Scorpio. Una vez más, se reinventó a sí misma con el gimmick de Sandman, abriendo sus cervezas, encendiendo sus cigarrillos y destrozando a sus oponentes con su propio Shinai. Luchó su primer combate en la ECW cuando se unió a Sandman quién luchaba contra Tommy Cairo y Lori Fullington en una lucha de Singapore.

### Regreso a World Championship Wrestling (1996-1997)
Después de ser abandonada por Sandman y Escorpio en la ECW, regresó de nuevo a la WCW, apareciendo por primera vez en el programa de WCW Monday Nitro del 22 de enero de 1996 como una de las muchas mujeres que estaban en el pasillo y saludaban a Hulk Hogan y Randy Savage mientras se dirigían al ring. En la edición del 5 de febrero de 1996 de Nitro se enfrentó a Savage durante su combate con Chris Benoit y se reunió con Flair, Arn Anderson, Brian Pillman y Benoit en la encarnación en ese momento de the Four Horsemen. Miss Elizabeth también dirigió el stable.
En 1996, Pillman dejó el Horsemen, pero añadieron a Steve McMichael y a su esposa Debra Marshall en junio, que no le cayó bien a Woman. En su siguiente angle, las dos discutían, no se llevaban bien en general. The Four Horsemen concedían una entrevista habitualmente en Nitro y cuando llegaba el momento de Debra para hablar con el micrófono, a menudo comenzaba un monólogo en relación con la apariencia física y moda de Woman. A pesar de la tensión, las dos mánagers nunca tuvieron un altercado físico.
Al mismo tiempo, comenzó una relación en pantalla con Chris Benoit, que en ese momento tenía un feudo con su marido en la vida real, Kevin Sullivan. El 7 de diciembre de 1996, en el programa de la WCW del sábado, durante una entrevista tras una lucha con Sullivan, un vídeo casero de la pareja en una cocina se reprodujo frente a él. Woman se burló de Sullivan diciendo:No me puedes encontrar y yo soy mi propia mujer, mientras que Benoit añadía:Te consideras el maestro del ajedrez humano. Bueno, tu alfil acaba de tomar a tu reina. Después del vídeo, Sullivan se quedó sin habla y su mánager Jimmy Hart lo llevó fuera del escenario.
Con el tiempo, la relación de Nancy y Chris en la pantalla, se convirtió en una relación real fuera de ella. Debido a esto, a menudo se decía en broma que Kevin Sullivan se bookeó su propio divorcio. Los dos, de hecho, se divorciaron en 1997. Es más, Sullivan perdió una lucha de retiro contra Benoit. Su intención era la de retirarse de la lucha y centrarse en la escritura de personajes e historias.
La aparición final de Nancy en la WCW tuvo lugar el 26 de mayo de 1997, en Monday Nitro, mientras acompañaba a Benoit al ring para una confrontación con Jimmy Hart sobre el paradero de Sullivan, que no estaba en la arena. En el programa de la semana siguiente, Benoit llegó solo al ring sin ella a su lado. No se dio ninguna razón por la repentina desaparición de Woman y nunca se la volvió a mencionar en la programación de la WCW de nuevo.

## Vida personal
Antes de su matrimonio con Kevin Sullivan en 1992, Nancy había estado anteriormente casada con Jim Daus del que se divorció.
Nancy y Chris Benoit se comprometieron en 1997 después de su divorcio de Sullivan ese mismo año, a pesar de que Benoit solo se refería a Nancy como su prometida, incluso después de que se casaran. Ella dirigió la carrera de su marido desde su casa en Atlanta.
Dio a luz a su hijo, Daniel Christopher Benoit, el 25 de febrero de 2000. Nancy se casó con Chris Benoit el 23 de noviembre de 2000. Sin embargo, en 2003 solicitó el divorcio alegando como causa que el matrimonio estaba irrevocablemente roto y alegando trato cruel. Más tarde se retiró la demanda, así como una orden de alejamiento presentada a su marido.
En diciembre de 2006, Nancy se sometió a una operación de espalda y cuello realizada por el doctor Lloyd Youngblood.
Después de la muerte de Nancy en 2007, la revista  Hustler publicó unas fotografías de Nancy desnuda, de una sesión realizada cuando Nancy tenía 20 años. El corto periodo de tiempo entre la muerte de Nancy y la publicación de las fotos causó controversia, causando que los críticos reclamaran que Larry Flynt estaba intentando capitalizar el evento. La familia de Nancy Benoit tomó acciones legales contra Hustler y la corte de apelaciones falló a favor de Flynt.

## Asesinato
El 25 de junio de 2007, Nancy, su marido Chris y su hijo Daniel fueron encontrados muertos en su casa  de los suburbios de Atlanta alrededor de las 2:30 de la tarde. En primer lugar se informó de estos hechos por el servicio de alertas de la WWE y poco después se publicó la información en el sitio web oficial de la WWE.
El teniente Tommy Pope del departamento de Sheriff del condado de Fayette dijo a ABC News que se estaban investigando estos hechos como un doble asesinato y un posterior suicidio, y que la policía no estaba buscando a ningún sospechoso fuera del hogar familiar, ya que los instrumentos causantes de las muertes se encontraban en la escena del crimen.
Durante una conferencia de prensa el 26 de junio, el fiscal de distrito del condado de Fayette, Scott Ballard, informó que Chris había matado a su esposa y a su hijo. Una Biblia fue dejada al lado del cadáver de Nancy y murió de asfixia. Tenía hematomas en la espalda y el estómago, debido a un ataque en el que Chris le propinó un rodillazo en la espalda al mismo tiempo que tiraba de una cuerda alrededor de su cuello. Daniel murió de asfixia, sin signos de resistencia. Tenía lesiones internas en el área de la garganta, pero no había presencia de hematomas, lo que indica que pudo haber sido asesinada mediante un estrangulamiento por la espalda. Chris mató a Nancy el viernes, a Daniel el sábado y se asfixió a sí mismo con el cable de una máquina de pesas en su sótano la madrugada del domingo.
El funeral de Nancy y Daniel tuvo lugar en Daytona Beach (Florida), el 14 de julio de 2007. Ambos fueron cremados y sus cenizas fueron colocadas en urnas con forma de estrella de mar por la familia de Nancy. Chris también fue cremado, pero lo que se hizo con sus cenizas no es de conocimiento público.